# 2021년 로스앤젤레스 영화 비평가 협회상
제47회 로스앤젤레스 영화 비평가 협회상은 2021년 12월 18일에 열린 시상식이다.

## 수상 및 후보

### 작품상
- 드라이브 마이 카 - 하마구치 류스케 수상

### 감독상
- 파워 오브 도그 - 제인 캠피온 수상

### 남우주연상
- 레드 로켓 - 사이먼 렉스 수상

### 여우주연상
- 페러렐 마더스 - 페넬로페 크루즈 수상

### 남우조연상
- 티탄 - 뱅상 랭동 수상
- 파워 오브 도그 - 코디 스밋 맥피 수상

### 여우조연상
- 웨스트 사이드 스토리 - 아리아나 데보스 수상

### 각본상
- 드라이브 마이 카 - 하마구치 류스케 외 1명 수상

### 촬영상
- 파워 오브 도그 - 아리 웨그너 수상

### 미술상
- 러브 스파이: 바브 앤 스타 - 스티브 새클래드 수상

### 편집상
- 소울, 영혼, 그리고 여름 - JOSHUA L. PEARSON 수상

### 음악상
- 페러렐 마더스 - 알베르또 이글레시아스 수상

### 외국어영화상
- 쁘띠 마망 - 셀린 시아마 수상

### 다큐멘터리상
- 소울, 영혼, 그리고 여름 - 아미르 '퀘스트러브' 톰슨 수상

### 애니메이션상
- 나의 집은 어디인가 - 요나스 포헤르 라스무센 수상

### 독립영화상
- 일과 나날 (시오타니 계곡의 시오지리 다요코의) - C.W. 윈터 외 1명 수상

### 신인상
- 테스트 패턴 - 샤타라 미쉘 포드 수상
- 잃어버린 것들을 위한 기도 - 타티아나 후에조 수상

### 공로상
- 멜 브룩스 수상

### SPECIAL CITATIONS
- 양 도살자 - L.A. REBELLION 수상